# Resolución 92 del Consejo de Seguridad de las Naciones Unidas
La Resolución 92 del Consejo de Seguridad de las Naciones Unidas fue adoptada el 8 de mayo de 1951. Recordando sus resoluciones anteriores que exigían un alto el fuego en el conflicto árabe-israelí, el Consejo observó con preocupación que se habían desatado conflictos en y alrededor de la zona desmilitarizada establecida por el  Acuerdo de Armisticio General de Siria-Israel el 20 de julio de 1949, y que los combates continuaban a pesar de la orden de alto el fuego del Jefe de Estado Mayor interino del Organismo de las Naciones Unidas para la Vigilancia de la Tregua en Palestina. El Consejo exhortó a las partes involucradas a que dejen de luchar y las llamó a cumplir con sus obligaciones y compromisos con resoluciones y acuerdos anteriores.
La resolución fue aprobada con diez votos; la Unión Soviética se abstuvo.